# Johnrichardia vockerothi
Johnrichardia vockerothi är en tvåvingeart som beskrevs av Perez-gelabert och Thompson 2006. Johnrichardia vockerothi ingår i släktet Johnrichardia och familjen Richardiidae. Inga underarter finns listade i Catalogue of Life.